# Ernst August von Raison
Ernst August von Raison (Lettisch: Ernests Augusts fon Rezons) (* 3.jul. / 15. August 1807greg. in Groß-Autz; † 5.jul. / 17. Juni 1882greg. in Neuenburg, Kurland) war ein deutschbaltischer Theologe und Heimatforscher.

## Leben

### Herkunft und Familie
Raison entstammte dem Adelsgeschlecht von Raison. Er war das dritte Kind von Johann Georg Wilhelm von Raison und Luise geb. Wehrt. Er war ein Enkel des Staatsmannes Friedrich Wilhelm von Raison. Sein Bruder Wilhelm Karl von Raison war der Vater des Juristen August Friedrich Karl von Raison.
1838 heiratete er Louise Catharina geb. von Böhlendorff (18. Mai 1811 in Dorpat – 1878 in Auce), eine Tochter des Pastors Hermann Leopold von Boehlendorff. Das Paar hatte drei Kinder:
1. Wilhelm Hermann Friedrich Ferdinand von Raison (28. August 1839 Groß-Autz - 6. Oktober 1907 Mitau) zweifach verheiratet, 1. Ehe 1868 Thekla von Bulmerincq, 2. Ehe 1905 Ebba von Bordelius[5] (Elisabeth Julie Franziska von Bordelius), Studium an der Kaiserlichen Universität Dorpat[6], 1867 wohnhaft in Tartu[7]
2. Karl August von Raison (5. Januar 1842 Groß-Autz - 25. September 1894 Wiborg) verheiratet mit Antonie Mattilde von Bulmerincq, Mitgl. Baltische Corporation Livonia Dorpat
3. Julius Heinrich Hermann von Raison (1. Juli 1845 Groß-Autz - 26. Mai 1899 Riga) verheiratet mit Maria Louise Julie Mühlendorff (* 11. Mai 1849 Birsen (lit. Biržai, lett. Birži), Litauen - 19. September 1934 Magdeburg), Pfarrer in Adsel und Pfarrer in Luttringen ca. 1895[8]; 1873 ord. Mitglied der Gesellschaft für Geschichte und Altertumskunde der Ostseeprovinzen Russlands[9]

### Werdegang
Ernst August von Raison studierte von 1827 bis 1830 an der Kaiserlichen Universität Dorpat. Er war im Bereich der Theologie und Heimatforschung tätig. In beiden Feldern bestand ein Kontakt zu August Bielenstein.

### Theologie
Von 1837 bis 1878 war er Pastor in Groß-Autz. August Bielenstein absolvierte von Juni 1851 bis Juni 1852 sein praktisches Jahr bei ihm:

„Aber noch vor Absolvierung dieser Examina erkrankte der Vater um die Weihnachtszeit und verstarb am 2. Januar 1851. Noch vor der Bestattung des Vaters ward er von der Patronin des Neu-Autzschen Kirchspiels zum Nachfolger berufen.
Nach Ablegung der Konsistorialexamina im Februar und Juni wurde Bielenstein dem Pastor, später Propst A. v. Raison zu Gross-Autz zum sogenannten praktischen Jahr zugeteilt und erst am 22. Juni 1852 nach vorheriger Ordination in Mitau als Pastor in Neu-Autz introduziert.“

Von 1860 bis 1880 war Raison Propst der Doblenschen Diözese. Von 1869 bis 1872 war er geistliches Mitglied des Evangelisch-Lutherischen General-Konsistoriums.
Ab 1880 lebte er emeritiert in Luttringen.

### Heimatforschung
Er verfasste verschiedene Aufsätze in der "Latweeschu Awises" sowie Forschungsberichte. Er war seit mindestens 1828 Mitglied der Lettisch-literärischen Gesellschaft.
Mit A. Bielenstein und anderen führte er mehrfach archäologisch-historische Forschungsarbeiten durch. Im Bericht über die Steinringe von Groß-Autz-Elisenhof und den Götzenberg am Sebbersee heißt es:

„Um die in letzter Zeit bei uns in Kurland ziemlich ins Stocken gerathenen archäologisch-historischen Forschungen neu zu beleben und zu fördern, um die bei uns fühlbare Lücke in Kenntniß vaterländischer Alterthümer nach Kräften zu füllen und endlich zur Befriedigung eigenen Wissensdurstes haben Propst A. v. Raison und Unterzeichneter im Lauf des letzten Spätsommers und Herbstes eine ganze Reihe von Expeditionen zunächst in der hiesigen Autzschen Gegend unternommen um die Localitäten zu erforschen, die durch Geschichte oder Sage irgend wie bemerkenswerth schienen.“

Raison führte z. B. am 14. April 1866 zusammen mit August Bielenstein, Edmund Carl Julius Krüger, Julius Döring und anderen Ausgrabungen in Tērvete (Hofzumberge) und Svētais kalns (Heiligenberg) durch.
Im Jahre 1868 hatte Otokar von Herner, Eigentümer des Īle-Guts, Ausgrabungen der nahe gelegenen antiken Gräberfelder Pokaiņu und Vecpokaiņu organisiert. An den Ausgrabungen waren August Bielenstein, Julius Döring und Ernst August von Raison beteiligt.

## Auszeichnungen
- 1862 goldenes Prediger-Brustkreuz[4]

## Mitgliedschaften
Seit mindestens 1828 war Raison Mitglied der Lettisch-Literärischen Gesellschaft.

## Veröffentlichungen
- Zum Gedächtniß des verstorbenen Pastor Schulz zu Mitau, vorgetragen in der Versammlung der Lettisch-Literärischen Gesellschaft 1866., 1868 im Magazin, 14. Bandes 1 Stück, S. 1–8.